# تلیجنت
تلیجنت (انگلیسی: Telligent) شرکت نرم‌افزار آمریکایی بریتانیایی است، که در سال ۲۰۰۴ تأسیس شد.